# Kira (Djibasso)
Pour les articles homonymes, voir Kira.
Ne doit pas être confondu avec Kira (Tansila).
Kira (ou "Ira" en langue Bwamou) est un village situé dans le département de Djibasso de la province de Kossi au Burkina Faso. Le village possède une école primaire, un college d'enseignement général (CEG) et un centre santé et de promotion sociale (CSPS).

## Étymologie
Kira est une adaption du nom en Bwamou "Ira".

## Géographie
Kira, est un village relevant du Département et de la Commune de Djibasso, dans la Province de la Kossi, Région de la Boucle du Mouhoun, au Burkina Faso. Les coordonnées géographiques sont 13°00'28.2"N 4°11'37.8"W. Kira est limité par les villages de Kiénékuy au Nord, Ouarokuy au Sud, Bara à L'Ouest et Samékuy à l'Est. Le Centre de Santé Transfrontalier Ouarokuy-Wanian (frontière Burkina-Mali) est situé à quatre kilomètres au Sud de Kira.  

## Histoire
Kira est un village Bwa, dont les patronymes des populations sont Dakouo, Dakuyo, Dembélé, Diarra, Koéta, Kuéta

## Démographie
La population est 1345 en 2019 selon le cinquième recensement général de la population. La population était de 1 181 selon le recensement de l'année 2012. La population a connu une croissance de 13.9 pour cent entre 2012 et 2019. La population était de 987 en 2003. 

## Culture
Un événement culturel majeur à Kira est la Fête patronale Sainte Thérèse de l'Enfant-Jésus, qui est célébrée tous les 1er Octobre de l'an. Cette fête qui est commémorée par une célébration eucharistique à la Chapelle Sainte Thérèse de l'Enfant Jésus du village, est aussi marquée par des retrouvailles et grandes réjouissances entre fils et filles du village et des villages environnants.

## Éducation
Kira compte une école primaire publique et un collège d'enseignement général (CEG). L'école a
primaire a formé plusieurs fils et filles du village, qui sont actuellement des cadres de l'administration du Burkina Faso.

## Administration
Kira relève du Département de Djibasso et de la Commune de Djibasso. Depuis l'érection de Djibasso en Commune en 2012, le village de Kira détient deux places des conseillers dans le Conseil communal.

## Personnalités publiques, politiques et religieuses
Dakouo Dona, décédé le 07 janvier 2017, précédemment Directeur de Recherche à l'Institut de l'Environnement et de Recherche Agronomique (INERA) du Centre National de la Recherche Scientifique et Technologique (CNRST) du Burkina Faso,  membre de l'Académie Nationale des Sciences, des Arts et des Lettres du Burkina (ANASB). Il a occupé plusieurs postes dans le domaine de la recherche et les politiques agricoles au niveau national et international, et auteur de plusieurs dizaines de publications scientifiques. 
Frère Dembélé Janvier, membre de la Congrégation des Frères des écoles chrétiennes (FEC), District d'Afrique de l'Ouest.
Abbé Koéta Joseph, Prêtre diocésain du diocèse de Nouna (en). 
Abbé Koéta Didier, Prêtre diocésain du diocèse de Nouna (en).